# 名を継ぐ者
『名を継ぐ者』（The Rogue Prince）はHBOのファンタジー・テレビドラマ・シリーズである『ハウス・オブ・ザ・ドラゴン』のシーズン1の第3話である。Gabe Fonseca & Ryan Condalが脚本を書き、グレッグ・ヤイタネスが監督した。日本ではU-NEXTが配信した。

## あらすじ

### 〈踏み石諸島〉
ヴェラリオン家とデイモン・ターガリエン王子はライス、ミア、タイロシュの三頭市（トライアーキー）の軍勢と3年間戦うも、敵は洞窟に隠れてドラゴンの炎を避け、勝利を収めることが出来ない。コアリーズ・ヴェラリオンの弟ヴェイモンドは王に援軍を求める手紙を送る。王からデイモンに援軍を知らせる信書が届き、デイモンは悔しさのあまり激怒する。援軍を待たず、自らを囮にして白旗を掲げて敵の軍勢を洞窟からおびき出し、隠れていた味方の軍とレーナー・ヴェラリオンの騎乗するドラゴンが急襲して敵軍を打ち破る。デイモンは負傷しながらも〈蟹餌作り〉クラガスを殺し、浜辺で蟹の餌とする。

### キングズランディング
ヴィセーリス王とアリセント王妃の間に生まれた王子は初代征服王にちなんでエイゴンと名付けられ、アリセントは再び妊娠している。周囲からは世継ぎの座をレイニラ王女からエイゴンに移すべきだと言う声が高まるが、王は拒否する。王は〈踏み石諸島〉での苦戦を知りながら、私戦だとして退ける。17歳となったレイニラ王女の元には名家からの縁談が寄せられるも、レイニラは世継ぎの座を奪われる代償だと疑って反発し、かつての親友アリセントとの友情も失われている。
エイゴン王子の2歳の誕生日を記念して、〈王の森〉での狩りが行われる。キャスタリーロックの領主で王の参議タイランドの双子の兄のジェイソン・ラニスターは結婚相手としてレイニラに接近する。反発したレイニラは一人で馬で森に駆け込み、猪に襲われて〈王の盾〉の騎士クリストン・コールに救われる。〈王の手〉オットー・ハイタワーはレイニラの相手として2歳の弟エイゴン王子を王に勧め、法相ライオネル・ストロングはコアリーズとレイニスの息子レーナー・ヴェラリオンを勧める。
〈踏み石諸島〉でのデイモンの苦戦と、世継ぎの座をめぐって王は思い悩む。アリセントの勧めで弟デイモンに援軍を送ることを決断し、信書を送る。王はレイニラ王女に世継ぎの座を確約しながらも、名家の支持を得るためにも結婚を望む。